# Демина Балка
Демина Ба́лка —  село в Україні, у Хорольській міськіій громаді Лубенського району Полтавської області. Населення становить 147 осіб. До 2020 орган місцевого самоврядування — Вишняківська сільська рада.

## Історія
12 червня 2020 року, відповідно до розпорядження Кабінету Міністрів України № 721-р «Про визначення адміністративних центрів та затвердження територій територіальних громад Полтавської області», село увійшло до складу Хорольської міської громади..
19 липня 2020 року, в результаті адміністративно - територіальної реформи та ліквідації Хорольського району, село увійшло до складу новоутвореного Лубенського району.

## Населення

### Мова
Розподіл населення за рідною мовою за даними перепису 2001 року:
| Мова       | Кількість | Відсоток |
| ---------- | --------- | -------- |
| українська | 143       | 97.28%   |
| російська  | 2         | 1.36%    |
| румунська  | 2         | 1.36%    |
| Усього     | 147       | 100%     |

## Географія
Село Демина Балка знаходиться за 4 км від лівого берега річки Хорол, на відстані 2 км від села Костюки. Поруч проходить автомобільна дорога М03.

## Відомі люди
Уродженці
- Володимир Данилейко — український культуролог, народознавець, фольклорист, літератор, мистецтвознавець та поет;
- Дзюба (Іванченко) Леся Петрівна — українська письменниця.